# Nuovo uomo sovietico

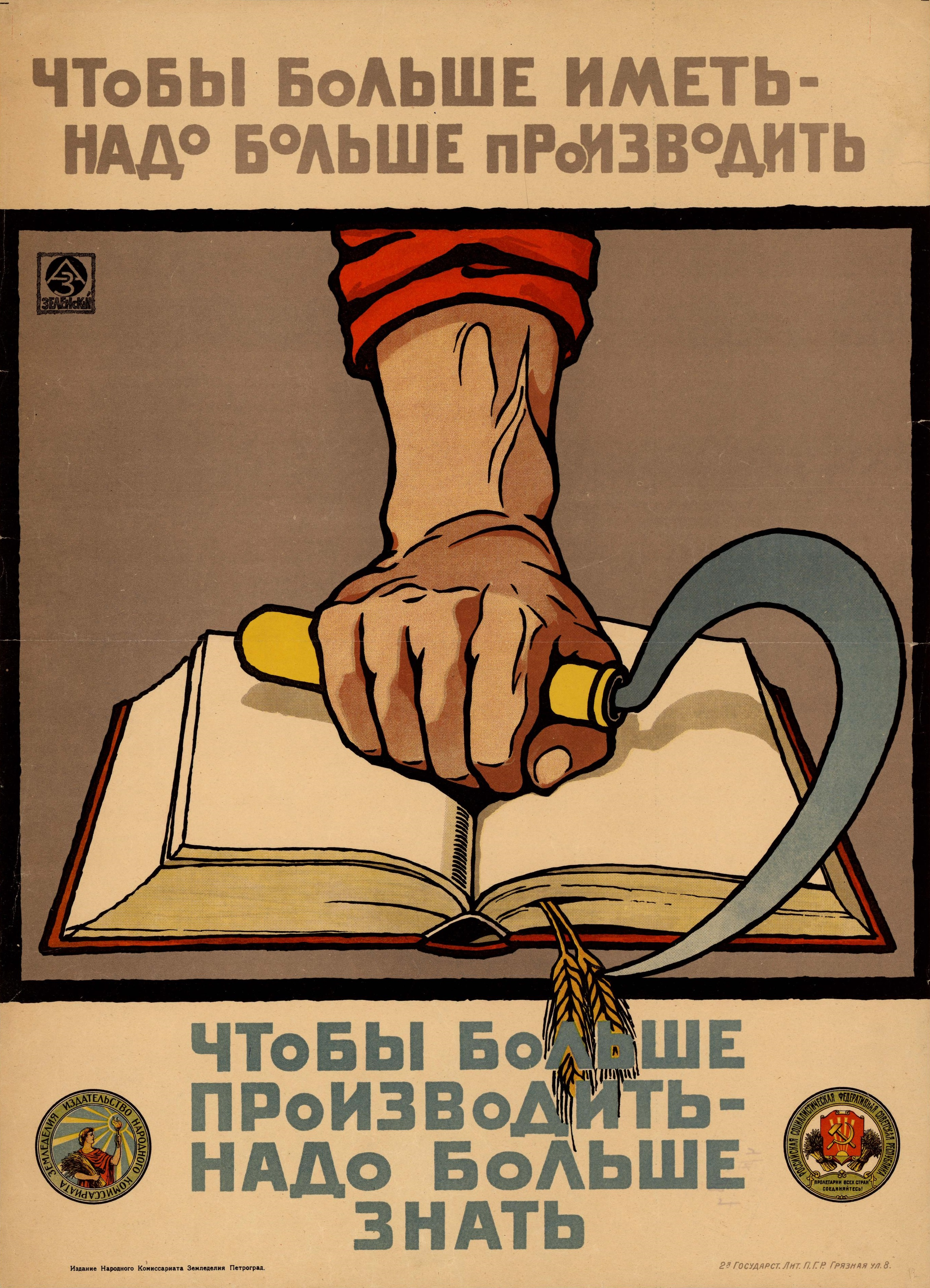
Un poster propagandistico del 1920: "Per avere di più, è necessario produrre di più. Per produrre di più, è necessario sapere di più."

Il Nuovo uomo sovietico o nuova persona sovietica (in russo: новый советский человек, translit. novyj sovetskij čelovek ) era l'archetipo ideato dagli ideologi del Partito Comunista Sovietico di un individuo con qualità specifiche in grado di emergere come dominante tra tutti i cittadini dell'Unione Sovietica, indipendentemente dalla diversità culturale, etnica e linguistica, creando un singolo popolo sovietico di una singola nazione sovietica.

## Obiettivo
Nella metà del XIX e nel primo XX secolo, gli ideologi del comunismo avevano postulato che all'interno della nuova società comunista pura e nelle sue condizioni sociali interne, un Nuovo uomo e una Nuova donna avrebbero dovuto sviluppare delle qualità che riflettevano lo sviluppo scientifico senza precedenti. Per esempio, Lev Trockij scrisse nel libro del 1924 Letteratura e rivoluzione di un "Uomo comunista" o di un possibile "uomo del futuro":
Nel 1933, Wilhelm Reich chiese: "Il nuovo sistema socio-economico si riprodurrà nella struttura della personalità delle persone? Se sì, come? Potranno i suoi tratti essere ereditati dai suoi bambini? Sarà una persona libera e autonoma? Gli elementi della libertà saranno incorporati nella struttura della personalità rendendo ogni forma autoritaria di governo non più necessaria?"
L'autore e filosofo dottorato sovietico Bernard Bychovskij scrisse che "Il nuovo uomo è dotato, prima di tutto, di una nuova prospettiva etica."

## Il Nuovo uomo sovietico

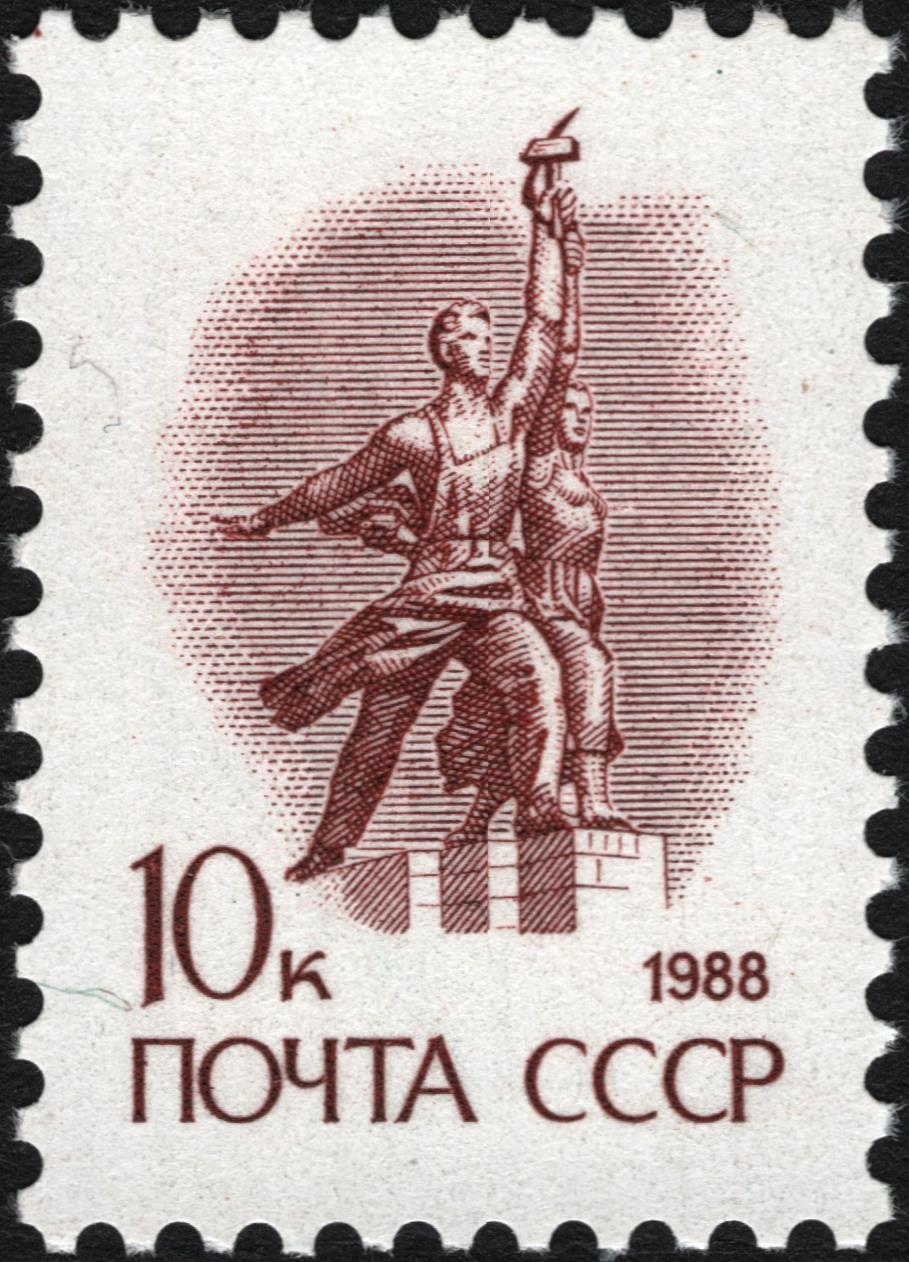
"L'operaio e la kolchoziana" commemorato in un francobollo sovietico nello stile del realismo socialista.

L'uomo sovietico ideale doveva essere altruista, istruito, in salute, robusto ed entusiastico nel diffondere il pensiero della rivoluzione socialista. L'aderenza al marxismo-leninismo e la morale legata ad esso erano i tratti più importanti che dovevano essere presenti nel Nuovo uomo sovietico oltre all'intellettualismo e alla dura disciplina. Non era impulsivo e non agiva per istinto ma da una gran padronanza di se stesso, un credo che richiedeva il rifiuto dell'innata personalità e dell'inconscio, negato in seguito anche dagli psicologi sovietici.
L'uomo sovietico tratta la proprietà pubblica con rispetto come se fosse la sua ed ha inoltre perso ogni sentimento nazionalista, sentendosi sovietico piuttosto che russo, ucraino bielorusso o di altre nazionalità presenti nell'URSS.
Il suo lavoro richiedeva sforzo ed austerità, per mostrare il nuovo essere umano trionfante sui suoi istinti di base. Il record d'estrazione infranto da Aleksej Stachanov nella miniera di carbone in un solo giorno lo rese un esempio del "nuovo uomo" e i membri del movimento stacanovista cercarono di emularlo.
Anche per il genere femminile esisteva il concetto di una nuova donna; la Pravda descriveva la donna sovietica come un individuo che poteva e non poteva mai esistere prima. Le donne stacanoviste erano più rare dei maschi ma un quarto di tutte le donne delle unioni commerciali era stato designato come "sopra la norma". Per l'Expo del 1937 a Parigi, lo scultore Vera Muchina realizzò una monumentale opera, L'operaio e la kolchoziana vestiti con abiti da lavoro ed entrambi spinti in avanti con il martello innalzato dall'uomo e la falce dalla donna uniti per formare il famoso simbolo comunista.
Aleksandr Zinov'ev mise avanti l'argomento satirico secondo il quale il sistema sovietico aveva già creato un nuovo tipo di persona, ma per certi aspetti questo modello - chiamato Homo Sovieticus - era l'opposto del concetto ideale di Nuovo uomo sovietico.

### Altruismo
Tra i maggiori tratti del Nuovo uomo sovietico vi è quello dell'collettivismo altruista, che avrebbe portato il nuovo uomo a sacrificare la propria vita per le giuste cause.
Questo tratto veniva glorificato sin dai primi giorni dell'URSS, come ad esempio nei versi del poema Vladimir Lenin del poeta sovietico Vladimir Majakovskij:
La voce di un "1"

è più sottile di uno squittio.

Chi la sentira?

Solo la moglie...

Un "1" non ha senso.

Un "1" è zero.»
Personaggi di fantasia e le presentazioni delle celebrità contemporanee che incarnavano questo modello erano un aspetto prominente della vita culturale sovietica, specialmente nei periodi in cui il governo dava una priorità speciale al concetto di Nuovo uomo sovietico.
Le politiche nataliste che incoraggiavano le donne ad avere molti figli erano giustificate dall'inerente egoismo ne limitare la successiva generazione di "nuovi uomini".

## La Nuova donna sovietica

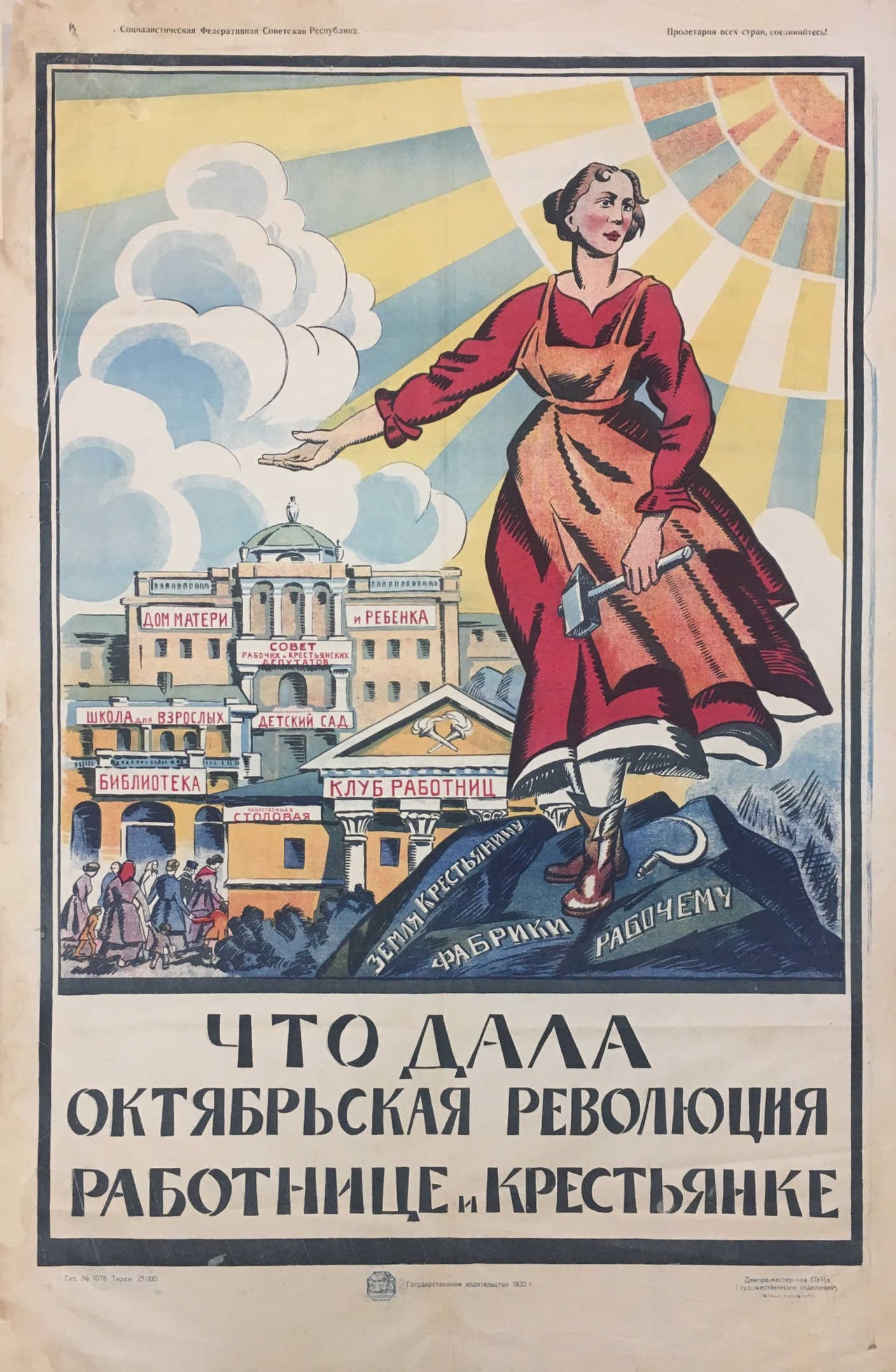
"Cosa ha dato la rivoluzione d'ottobre alle donne operaie e contadine". Poster di propaganda sovietica del 1920 dove sugli edifici sono scritti i nomi di servizi pubblici come "biblioteca", "asili" o "scuole elementari".

Negli anni venti e nel periodo stalinista il concetto di "Nuova donna sovietica" era diffuso quanto quello del corrispettivo maschile. I suoi ruoli erano molto differenti da quelli dell'uomo ed era gravata da una complessa identità che cambiò con le spinte ideologiche nella dottrina del partito verso delle nozioni conservatrici del ruolo della famiglia e della madre nel sistema sovietico. La Nuova donna sovietica era colei che bilanciava le responsabilità di sua competenza con il fardello di diversi ruoli: cittadina comunista, lavoratrice a tempo pieno, moglie e madre.
La Nuova persona sovietica era generalmente caratterizzata come un maschio: nella propaganda sovietica incentrata su questo ideale, era consuetudine rappresentare gli uomini come i principali attori, difensori della rivoluzione marxista o ricostruttori del mondo. Le donne, dall'altro lato, erano ritratte spesso come delle "spalle", beneficiarie passive della rivoluzione piuttosto che le sue protettrici. In seguito, la propaganda uguagliò la dominazione maschile con quella proletaria. Sebbene la leadership del partito sosteneva lo status di uguaglianza tra i sessi davanti alla legge, gli uomini rimasero comunque la misura del valore.
Questa marginalizzazione delle donne nel nuovo ordine civile in via di sviluppo rese difficile per loro il riuscire a trovare un posto nella classe proletaria per la quale venne combattuta la rivoluzione. Le direttive durante la Nuova Politica Economica (NEP) riguardo al lavoro delle donne in condizioni pericolose, la durata di un turno e alle tipologie di assistenza speciale che ricevevano durante la maternità resero molti proprietari di fabbriche riluttanti nell'assumere le donne, nonostante il requisito imposto dal Commissariato del Lavoro di garantire alle donne lo stesso accesso al lavoro.
Durante gli anni venti, furono attuate politiche per contrastare l'analfabetismo e promuovere l'istruzione per le donne, incoraggiando le operaie a frequentare le scuole e a sviluppare le abilità professionali. Vi era la possibilità per le donne di partecipare alla vita politica, diventare membri del partito e concorrere per elezioni e ruoli amministrativi, ma l'accesso alla sfera politica era comunque estremamente limitato.
Le politiche per le donne attuate da Stalin erano più conservatrici rispetto a quelle del predecessore Lenin. Poiché era preoccupato dalla diminuzione della popolazione, Stalin de-enfatizzò la visione marxista femminista della donna all'interno della società, che, nella sua visione, aveva liberato il genere femminile dal patriarcato e dal capitalismo. Seguendo la linea del partito, Stalin riaffermò l'importanza delle donne nella forza lavoro e della loro educazione, soprattutto l'alfabetizzazione, sebbene avesse iniziato ad enfatizzare il ruolo della madre in una maniera differente dalle nozioni radicali dei primi anni venti.
L'appassimento della famiglia non era più un obiettivo all'interno del progresso economico e politico: la nuova linea del partito affermava che la famiglia, come lo Stato, doveva cresce forte con la completa realizzazione del socialismo. Massicce campagne di propaganda univano le gioie della maternità con i benefici del potere sovietico. L'ideologia statale iniziò a sostenere che i ruoli pubblici delle donne erano compatibili con quelli di moglie e madre, dato che si rinforzavano a vicenda ed erano entrambi necessari per una vera femminilità.
La Nuova donna sovietica differiva completamente dalle concezioni delle rivoluzionarie precedenti agli anni trenta ed invece di essere libera dagli impegni domestici, era in realtà legata ad essi. Sebbene avesse ricoperto nel lavoro un ruolo pari a quello dell'uomo, era anche obbligata a dedicarsi ad essere il suo assistente in casa. Uno dei ruoli primari della Nuova donna sovietica era quello della madre, che divenne di grande importanza all'inizio del calo della popolazione negli anni venti. La guerra e la rivoluzione avevano infatti decimato la popolazione e la legalizzazione dell'aborto ed il crescente utilizzo della contraccezione (sebbene non ancora diffuso) negli anni venti contribuirono alla riduzione degli abitanti poiché le donne avevano iniziato a lavorare ed a fare meno figli.
Per cercare di combattere questo andamento, lo Stato avviò una campagna di propaganda natalista che pose nuova enfasi al ruolo della donna come perpetuatrice del regime comunista nella sua abilità di produrre la classe successiva di lavoratori in salute, mirando alle donne lavoratrici e alle contadine. La propaganda per le aree urbane collegava la salute sessuale femminile con la riproduzione, mentre le informazioni mediche date alle contadine rendevano il concepimento come lo scopo principale del rapporto sessuale.
Il nuovo ideale della donna sovietica si diffuse nella popolazione femminile e molte trovarono il femminismo marxista come troppo difficile da attuare, preferendo così i loro ruoli tradizionali. Sebbene queste donne ricavassero la soddisfazione dal loro ruolo di madri, apprezzavano l'opportunità data dall'ideologia comunista per smantellare l'oppressione che spesso andava di pari passo con la vita domestica. Con mariti che spesso le maltrattavano, abusavano e abbandonavano e con la società ed il governo che le consideravano intellettualmente e ideologicamente inferiori durante l'era stalinista, molte donne accolsero la possibilità di mettere da parte i pregiudizi che ottennero con il ruolo da madre mentre conservavano il loro status di un membro uguale agli altri della società.
Durante gli anni venti e nel periodo stalinista, la politica sovietica costrinse le donne a rinunciare alle loro aspirazioni professionali per svolgere il loro duplice ruolo di lavoratrice e casalinga. Gli impegni della vita familiare tuttavia limitavano la mobilità lavorativa delle donne e durante il regime di Stalin cercarono di gestire tale situazione limitando le proprie ambizioni professionali oppure le dimensioni della famiglia. Nonostante le insidie, le donne delle classi inferiori ebbero nuove opportunità e poterono partecipare ai dibattiti e il Ženotdel, la sezione femminile del Comitato Centrale dal 1919 al 1930, fece dei passi in avanti durante le sue attività per aumentare il ruolo politico, sociale ed economico delle donne sovietiche.

### Pensiero comunista
- Homo Sovieticus
- Riforma del pensiero in Cina
- Nuovo popolo - Kampuchea Democratica
- Propaganda in Unione Sovietica
- Patriottismo socialista sovietico
- Nuova classe
- Codice morale del costruttore del comunismo

### Pensiero non comunista
- Sogno americano
- Uomo nuovo
- Homo novus
- Transumanesimo
- Oltreuomo